# Squamipalpis

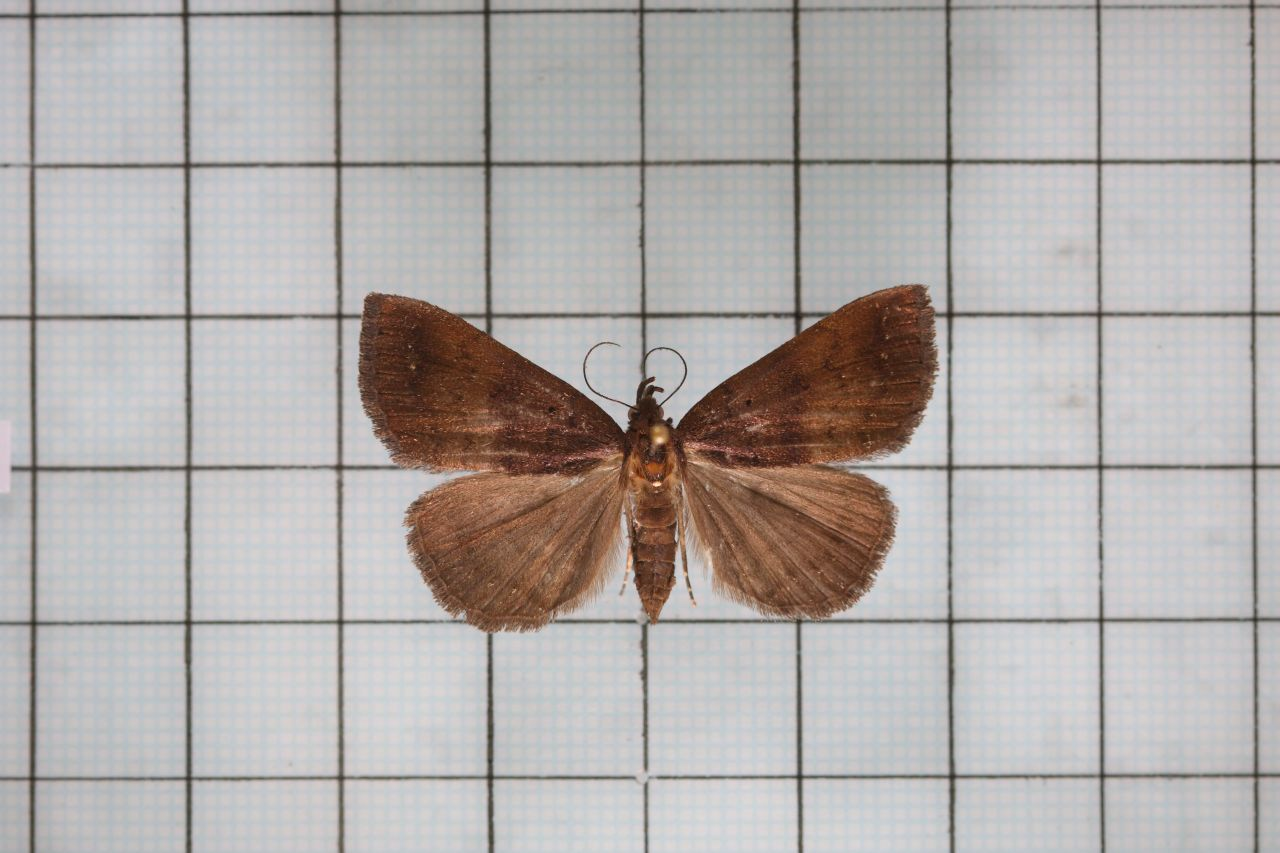
Squamipalpis subnubila

Squamipalpis is een geslacht van vlinders van de familie spinneruilen (Erebidae), uit de onderfamilie Herminiinae.

## Soorten
- S. atriluna Turner
- S. melanostalus Rothschild, 1920
- S. ochreoplagiata Bethune-Baker
- S. ochreostrigata Bethune-Baker
- S. unilineata Bethune-Baker, 1908